# Генсёрский, Антон Иванович
Антон Иванович Генсёрский (укр. Антін Іванович Генсьорський; 30.01.1890, с. Болестрашичи, Царство Польское, Российская империя — 17 июня 1970, Львов, УССР, СССР) — языковед, исследователь летописей и грамот. Кандидат филологических наук (1970).

## Биография
Родился в с. Болестрашичи (ныне Подкарпатское воеводство, Польша). В 1914 году окончил историко-филологический факультет Императорского Санкт-Петербургского университета по специальности история славян, и остался в университете для подготовки к научным работам. По возвращении в Галичину отдыхал у брата Георгия в Кальнице (ныне в гмине Цисна), где был арестован 7 августа 1914 года австрийской властью и сослан на 2 года в лагерь Талергоф за «подозрительное пребывание в России». С 1916 года — в армии, впоследствии в русском плену. В 1919—1921 годах преподавал в гимназии местечка Белиловка (ныне село Ружинского района Житомирской области Украины), в 1921—1925 годах — журналист газет «Русь», «Жизнь», а также преподаватель Львовского тайного украинского университета; в 1924—1938 годах — работник научной библиотеки Народного дома. В 1940—1949 годах (с перерывом в 1942—1944 годах) — заведующий отделом Научной библиотеки АН УССР, одновременно преподаватель Львовского университета; в 1944—1963 годах работал в системе АН УССР, сначала — во Львовском отделении Института языкознания, с 1951 года — в Институте общественных наук.
Умер в 1970 году в г. Львов, похоронен на Лычаковском кладбище.
Исследовал язык исторических литературных памятников, обосновал собственную концепцию об авторстве различных частей Галицко-Волынской летописи, исследовал вопрос о подлинности грамот галицкого князя Льва Даниловича. Соавтор и один из редакторов «Польско-украинского словаря» (т. 1-2, кн. 1-3, Киев, 1958—1960), член авторского коллектива «Словаря староукраинского языка ХІV-XV в.» (т. 1-2, к., 1977—1978).

## Сочинения
- Значення форм минулого часу в Галицько-Волинському літописі. К., 1957
- Галицько-Волинський літопис. (Процес складання, редакції і редактори). К., 1958
- Галицько-Волинський літопис: Лексичні, фразеологічні та стилістичні особливості. К., 1961
- Термін «Русь» (та похідні) в древній Русі і в період формування народностей і націй. «Дослідження і матеріали з української мови», 1962, т. 5.